# Parque nacional natural Macuira
El Parque Nacional Natural Macuira se encuentra ubicado en la Región Caribe en Colombia. Su superficie hace parte del departamento de La Guajira. 
La serranía de Macuira es un ecosistema único debido a la presencia de montañas y bosques que contrastan con la geografía desértica de la zona. El Cerro Palúa (864 metros sobre el nivel del mar) y Cerro de Jibome (753 metros) son los montes más altos de la sierra. Posee nacimientos de agua y es hábitat de micos, tigrillos, el gato pardo, venados, guacharacas, mirlas y azulejos entre otras especies. La entrada es gratis, tras una corta caminata se llega a la cascada de Porcina y los pozos aledaños.

## Datos generales
Quizá la característica más llamativa del parque es la presencia del bosque enano nublado perennifolio, de apariencia muy similar a los bosques andinos situados cerca de la línea de páramo (alturas superiores a los 2700 m s. n. m.), pero ubicado a solo 550 m s. n. m. A escasos cinco kilómetros de un área semidesértica, se encuentra este bosque que presenta una alta humedad y una vegetación exuberante con abundancia de epífitas. También es relevante la presencia en el parque de miembros de la etnia wayú.

## Objetivos de conservación del área
- Proteger el mosaico de ecosistemas y arreglos naturales existentes en la isla biogeográfica del Parque Macuira y sus especies    asociadas, principalmente migratorias, endémicas, carismáticas, en algún estatus de amenaza o de importancia cultural.

- Contribuir a la protección de la territorialidad de los clanes wayú de Macuira, como base fundamental de conservación de la cultura y la serranía.

- Proteger zonas de recarga de acuíferos y manantiales, arroyos y cuencas como oferta hídrica para la población Wayú de la serranía de La Makuira y su zona de influencia.

## Ecosistemas
En el área del parque se encuentran bosque seco tropical, selvas y bosques montañosos, entre los que sobresale el bosque enano nublado, considerado una rareza ambiental en Colombia.

## Hidrografía
En cuanto al sistema hidrológico Makuira representa la oferta hídrica principal de la Alta Guajira, con presencia de arroyos intermitentes como el Mekijanao, entre otros. Casi toda el agua que se produce en la Sierra de Macuira proviene de la captación y almacenamiento, por parte de la vegetación, de la niebla que cubre las cimas durante las noches.

## Fauna
Se han reportado en el área más de 140 especies de aves, de las cuales 17 son endémicas, más de 10 de aves migratorias, cerca de 20 especies de mamíferos y 15 especies de culebras. Es alta y variada la presencia de insectos y notable la población de iguanas, sapos, ranas, reptiles y anfibios.

## Vegetación
La flora del parque incluye 350 especies, de las cuales en el bosque nublado se encuentran 20 plantas inferiores, incluyendo helechos arborescentes y un helecho epifito y nueve bromelias epifitas, todas con facilidad de almacenar agua, lo cual subraya la peculiaridad de este bosque de captar agua a partir de la niebla.
El flanco nordeste entre 50 y 400 metros tiene un bosque caducifolio con especies como resbala mono o indio desnudo. A lo largo de los arroyos se encuentran franjas de bosque de galería con especies como el caracolí. El bosque seco perennifolio se localiza entre los 250 y los 550 metros. Hasta los 200 metros de altitud se encuentran bosques, típicos de la planicie guajira.